# Byrrhidium ovale
Byrrhidium ovale là một loài bọ cánh cứng trong họ Bọ hung (Scarabaeidae).